# Erica Henderson
Erica Henderson est une dessinatrice de bande dessinée américaine active depuis le début des années 2010. Elle a remporté ses deux premiers prix Eisner en 2017.

## Prix et récompenses
- 2017 : Prix Eisner de la meilleure publication pour adolescents pour Squirrel Girl (avec Ryan North) ; de la meilleure publication humoristique pour Jughead (avec Chip Zdarsky, Ryan North et Derek Charm)
- 2024 : Prix Eisner de la meilleure publication pour adolescents pour Danger and Other Unknown Risks (avec Ryan North)[1]